# Imokawa Mukuzō Genkanban no Maki
Imokawa Mukuzō Genkanban no Maki (芋川椋三玄関番の巻 ou 芋川椋三玄関番之巻, Imokawa Mukuzō Genkanban no Maki) é um animê produzido por Oten  Shimokawa em 1917.
Este animê foi considerado o animê mais antigo da história até a descoberta de Katsudō Shashin, um filme animado de 3 segundos de Jun'ichi Kōuchi, produzido em 1907, que foi descoberto em julho de 2005.